# کابانه
کابانه (به ژاپنی: 姓 Kabane) عناوین نجیب‌زادگی موروثی ژاپنی از اواخر قرن ۵ تا اواخر قرن ۷ بودند، که در طی اصلاحات تایکا منسوخ شدند. آنها با نام خاندان‌ها (اوجی نا) در ژاپن پیش از دوران مدرن برای نشان دادن درجه (طبقه اجتماعی و موقعیت سیاسی هر خاندان (اوجی (خاندان)) استفاده می‌شدند.